# Nikolaj Mal'ko
Nikolaj Andreevič Mal'ko (Braïliv, 4 maggio 1883 – Roseville, 23 giugno 1961) è stato un musicista e direttore d'orchestra ucraino.

## Biografia

### L'infanzia e i primi contatti con la musica
Figlio di Andrej, medico e violoncellista dilettante e di Ol'ga Efimovna, pianista, trascorse la sua infanzia in una fattoria nei pressi del villaggio di Semaki, offerta al padre dal conte Gorčakov. Questa piccola tenuta era appartenuta alla contessa Nadežda Filaretovna von Meck, protettrice di Pëtr Il'ič Čajkovskij, nella cui aura leggendaria visse il giovane Nikolaj. Più tardi, in età adulta, ricercò nelle epistole del musicista riferimenti a quel luogo, così significativo per il suo sviluppo artistico. Nel 1890 i Mal'ko lasciarono tuttavia Semaki per trasferirsi a Odessa, dove il padre era stato assunto nelle Ferrovie russe. Qui il giovane Nikolaj ebbe i suoi primi veri contatti con la grande musica (presso il teatro dell'opera cittadino, fedele replica del Burgtheater di Vienna, dove era direttore d'orchestra Joseph Pribik). Il padre di Nikolaj, appassionato musicista, aveva creato con il dopolavoro delle ferrovie una piccola orchestra, nella quale aveva affidato al figlio il corno francese (dopo qualche lezione ricevuta dal cornista dell'Opera). La sala prove di questi strumentisti era un vagone, concesso dalle Ferrovie.

### Gli studi
Verso i 13 anni "Koka" (come era soprannominato Nikolaj) prese con il padre la decisione di intraprendere la carriera di musicista, iscrivendosi alla Scuola Lagler (dal nome del fondatore e direttore Karl Lagler) uscendone diciannovenne con una forte preparazione di base. Nel 1902 lasciò Odessa e si iscrisse al Conservatorio di Pietroburgo, dove ebbe come insegnanti di teoria e composizione Nikolaj Rimskij-Korsakov, Anatolij Ljadov e Aleksandr Glazunov. Per la direzione d'orchestra Mal'ko fu allievo di Nikolaj Čerepnin. Si recò anche a Monaco di Baviera per prendere lezioni da Felix Mottl, grande interprete wagneriano. Si diplomò nel 1908 al Conservatorio, laureandosi nello stesso anno in Storia all'Università.

### Gli esordi e il successo
Mentre insegnava questa disciplina in una scuola pietroburghese, venne chiamato a dirigere al Teatro Mariinskij, dove rimase per circa un decennio. Nel 1917, con la Rivoluzione di Ottobre, la vita musicale cittadina entrò in una fase di difficoltà, che lo spinsero a trasferirsi nel 1918 a Vicebsk, dove insegnò e diresse per 4 anni. Passato a Mosca, ricoprì una cattedra al Conservatorio di quella città nel triennio 1922-1925, prima di ritornare a Pietroburgo come direttore artistico e amministrativo, nonché come primo direttore d'orchestra della Filarmonica locale (1926-29). Tra il '25 e il '29 fu anche professore al Conservatorio dove aveva studiato anni prima. A partire dagli anni 20 iniziano le sue direzioni d'orchestra più significative e note: una del 1920 a Mosca della Sinfonia n.5 di Mjaskovskij e un'altra del 1926 a Leningrado della Sinfonia n.1 di Šostakovič. Nel 1928 iniziò a dirigere all'estero (Vienna e Praga) riscuotendo successo. Nel 1929 venne scritturato per dirigere concerti a Monaco, Vienna e Copenaghen, riuscendo ad ottenere un visto per espatriare nonostante il divieto delle autorità. In quell'occasione giunse a Londra e in Sudamerica.

### L'esilio dalla Russia e il dopoguerra
Appresa, sulla via del ritorno in Russia, la decisione del Conservatorio di Leningrado di vietargli future apparizioni all'estero, decise di rimanere in esilio dalla patria. Stabilitosi a Copenaghen, assunse la direzione dell'Orchestra Sinfonica della Radio Danese (1929-32). Nel Paese scandinavo insegnò direzione d'orchestra (annoverava tra i suoi allievi il re in persona). Nel 1933 venne invitato dalla Royal Philharmonic Society, nel '35 diresse la London Symphony Orchestra. Trascorse il biennio '38-'40 in Danimarca, insegnando sempre nel '40 per alcuni mesi al Mozarteum di Salisburgo. Lo scoppio della II Guerra Mondiale lo spinse ad abbandonare l'Europa per gli Stati Uniti. Si stabilì nel 1940 a Chicago, dove insegnò presso la DePaul University e il Mills College. Non ricevette incarichi stabili in alcuna formazione, nonostante occasionalmente avesse diretto la Chicago Symphony Orchestra, la Boston Symphony Orchestra e l'Orchestra di Città del Messico. Solamente nel 1945 ottenne la direzione della Grant Park Symphony Orchestra di Chicago, che mantenne fino al 1954. Nel 1946 ottenne la cittadinanza americana. Verso la fine degli anni quaranta compì alcuni rientri in Gran Bretagna per incidere per la HMV con la Philharmonia Orchestra. Nel 1950 pubblicò a Londra un libro sulla direzione orchestrale, intitolato "The Conductor and His Baton". Dal '54 al '56 fu, assieme a Norman Del Mar, responsabile dell'Orchestra Sinfonica dello Yorkshire a Leeds. Allo scioglimento del complesso, gli venne offerto un incarico presso l'Orchestra Sinfonica di Sydney, che diresse dal 1957 alla morte, avvenuta nel '61. Mal'ko era tornato in Russia per la prima volta dagli anni trenta nel 1959, dirigendovi una serie di concerti. La Radio danese istituì nel 1965 un concorso per giovani direttori d'orchestra che porta il suo nome.

## Stile
Mal'ko è considerato uno specialista della musica russa, della quale fu dei migliori interpreti, forse l'ultimo della generazione pre-rivoluzionaria. Tuttavia i suoi principali contributi in ambito musicale furono quelli didattici. Nella sua opera The Conductor and His Baton (Il direttore d'orchestra e la sua bacchetta), edito dalla W. Hansen Verlag di Copenaghen nel 1950, analizza e classifica le tecniche manuali del conduttore, schematizzandole in una sequenza facilmente comprensibile.
Degno di menzione è il fatto che nonostante la sua vita di esiliato dalla madrepatria, Malko rimase sempre profondamente e visceralmente russo sotto il profilo musicale: ciò in buona parte derivò dalla sua educazione artistica, impartitaglia da maestri profondamente legati alla tradizione nazionale, quali Rimskij-Korsakov, Čerepnin, Ljadov e Glazunov. Nonostante ciò, come egli stesso ebbe a scrivere, non assimilò supinamente questo insegnamento, sentendo sempre qualcosa di europeo in lui, "un bisogno di Occidente e di cosmopolitismo".